# Stevie Richards
Michael Manna (født d. 9. oktober 1971) er en semi-pensionerede amerikansk fribryder, der i øjeblikket kæmper for WWE i ECW som Stevie Richards. Han er en multi-tid WWE Hardcore champion.